# Medlar-with-Wesham
Medlar-with-Wesham – miasto w Anglii, w hrabstwie Lancashire, w dystrykcie Fylde. Leży 57 km na północny zachód od miasta Manchester i 315 km na północny zachód od Londynu. W 2011 roku civil parish liczyła 3584 mieszkańców.